# Regras de Cambridge
As Regras de Cambridge  (ou Cambridge Rules em inglês) foram várias formulações de regras para o futebol elaboradas na Universidade de Cambridge em 1848 por um comitê liderado por Henry de Winton e John Charles Thring. A forma revisada das regras de 1863 forma a base para as regras atuais do jogo de futebol. Já alguns estudiosos afirmam que as Regras de Cambridge de 1856 tiveram uma influência nas origens do futebol australiano.
A história de como as regras surgiram foi dada em uma carta datada de 8 de outubro de 1897.

## Contexto
O jogo de futebol tem uma longa história em Cambridge. Em 1579, uma partida disputada em Chesterton entre moradores da cidade e estudantes universitários terminou em uma briga violenta que levou o vice-chanceler a emitir um decreto proibindo-os de jogar "futebol" fora das dependências da faculdade. Em 1631, John Barwick, um estudante do St John's College, quebrou a clavícula de um colega enquanto "jogava futebol". De acordo com o historiador Christopher Wordsworth, o futebol "não era, eu acho, muito jogado no século [dezoito]" na universidade. Há mais evidências do jogo no início do século XIX. George Elwes Corrie ,, observou em 1838: "Caminhando com Willis, passamos por Parker's Piece e vimos cerca de quarenta vestidos de gala jogando futebol. A novidade e a vivacidade da cena eram divertidas!" Por outro lado, um ex -aluno da Rugby School , Albert Pell, que frequentou o Trinity College de 1839 a 1841, afirmou que "o futebol era desconhecido" quando ele chegou a Cambridge, mas que ele e seus companheiros "estabeleceram o futebol em Cambridge ", usando as regras do Rugby.
Durante o início do século XIX, cada escola tendia a usar suas próprias regras de futebol. Esses códigos escolares começaram a ser escritos na década de 1840, começando com a Rugby School em 1845. Quando os alunos de Cambridge que frequentaram escolas diferentes desejavam jogar futebol entre si, foi necessário elaborar um conjunto de compromisso de regras extraindo características dos vários códigos.

### Resumo
| Data         | Ainda Vivo? | Escola(s) Pública(s) envolvida(s)                                                                 | Faculdade(s) de Cambridge envolvida(s)                        | Fontee(s)                                                                                 | Notas |
| ------------ | ----------- | ------------------------------------------------------------------------------------------------- | ------------------------------------------------------------- | ----------------------------------------------------------------------------------------- | --- |
| c. 1838–1842 | Não         | Shrewsbury                                                                                        | Gonville and Caius                                            | Edgar Montagu (cartas de 1897 e 1899)                                                     | Embora redigidas exclusivamente por ex-alunos de Shrewsbury, as regras pretendiam ser "justas para todas as escolas". |
| 1846         | Não         | Eton Shrewsbury Rugby Winchester                                                                  | St John's Trinity                                             | J. C. Thring (artigo de 1861) N. L. Jackson (1899)                                        | As fontes não deixam claro se essa tentativa de criar um código de regras foi bem-sucedida: "o jogo de Rugby foi considerado o grande obstáculo para a combinação dos homens de Eton, Winchester e Shrewsbury na formação de um clube de futebol". |
| 1848         | Não         | Eton Harrow Rugby Shrewsbury Winchester                                                           | Trinity [others unknown]                                      | H. C. Malden (carta de 1897)                                                              | Malden afirma que essas regras "ainda estavam em vigor em Cambridge" quando as regras da FA foram criadas em 1863. |
| c. 1851–1854 | Não         | Eton "Non-Etonians"                                                                               | Trinity [others unknown]                                      | W. C. Green (memórias publicadas de 1905)                                                 | As regras eram "mais parecidas com as regras do Eton Field do que qualquer outra" |
| 1856         | Sim         | Eton Harrow Rugby Shrewsbury                                                                      | Clare Jesus Peterhouse St John's Trinity                      | Cópia preservada na biblioteca de Shrewsbury (c. 1856) FG Sykes (carta publicada de 1897) | Sykes afirma que antes da criação desse código, o futebol universitário era uma "briga geral" sem "regras". Ele sugere que essas regras podem ser "a primeira tentativa de combinação".                                                            |
| 1862         | Sim         | Eton Harrow                                                                                       | Trinity [others unknown]                                      | Carta de JA Cruikshank para a revista Old Harrovian The Tyro (outubro de 1863)            | As regras foram criadas especialmente para uma partida entre velhos Etonians e velhos Harrovians em Cambridge em novembro de 1862 |
| 1863         | Sim         | Eton Harrow Marlborough Rugby Shrewsbury Westminster                                              | Gonville and Caius Trinity                                    | Publicado contemporaneamente em jornais (1863)                                            | Influenciou as primeiras regras da FA |
| 1867         | Sim         | Charterhouse Cheltenham Eton Harrow Marlborough Rugby Shrewsbury Uppingham Westminster Winchester | Christ's Emmanuel Gonville and Caius Jesus St. John's Trinity | Publicado contemporaneamente em jornais (1867)                                            | Explicitamente apresentado como uma revisão das leis de 1863 |

## As Regras de Cambridge
As Regras de Cambridge de 1848 consistiam em onze parágrafos:
1. Este clube é chamado de "University Foot Ball Club".
2. No início do jogo, a bola deve ser chutada no centro do campo; Após cada gol, o jogo deve ser reiniciado da mesma forma.
3. Depois de um gol: a equipe que sofrer o gol terá o reinício e os lados serão alterados, a menos que outros arranjos tenham sido feitos com antecedência.
4. A bola está fora de campo quando passa pela linha externa entre as bandeiras de cada lado do campo. Neste caso, a bola deve ser lançada diretamente.
5. A bola está "atrás" quando sai de campo em qualquer um dos lados do gol.
6. Se a bola estiver "atrás", ela deve ser chutada do mesmo ponto de onde saiu com um desvio máximo de dez passos.
7. Um gol é marcado quando a bola é chutada entre os postes da bandeira abaixo da corda.
8. Se um jogador pegar a bola com o pé, ele pode continuar chutando imediatamente sem correr com ela. Em nenhum outro caso a bola pode ser tocada com as mãos, exceto para pará-la.
9. Se a bola passar por um jogador da direção de seu próprio gol, esse jogador não pode tocar na bola novamente até que o adversário a tenha jogado novamente, a menos que tenha mais de três jogadores da equipe adversária à sua frente. Nenhum jogador pode ficar entre a bola e o gol adversário.
10. Em nenhum caso é permitido imobilizar um jogador, empurrar com as mãos ou tropeçar. Qualquer jogador pode impedir que seus oponentes obtenham a posse da bola por qualquer meio consistente com estas Regras.
11. Cada jogo será decidido pela maioria dos gols marcados.

## Reconhecimento
Em 2000, uma placa foi erguida em Parker's Piece por um time de futebol formado por moradores de rua. Tem a seguinte inscrição:

Aqui em Parker's Piece, em 1800, os alunos estabeleceram um conjunto comum de regras simples de futebol enfatizando a habilidade acima da força, que proibia pegar a bola com as mãos e 'hackear' (chutar para frente). Essas 'Regras de Cambridge' se tornaram a influência determinante nas regras do Futebol de 1863.

Em maio de 2018, um monumento intitulado "Cambridge Rules 1848" foi instalado em Parker's Piece. O monumento consiste em quatro pilares de pedra, gravados com as Regras de Cambridge de 1856 traduzidas para vários idiomas.